# 蕭常
蕭常（？—？），字孟常，江西承宣布政使司吉安府萬安人，明朝政治人物、進士出身。

## 生平
永樂九年，登進士，授監察御史，巡按廣東。